# شهرستان یانگاو
شهرستان یانگاو (به لاتین: Yanggao County) یک شهرستان‌های جمهوری خلق چین در چین است که در داتونگ واقع شده‌است.